# Cloniophorus debilis
Cloniophorus debilis är en skalbaggsart som först beskrevs av Hintz 1911.  Cloniophorus debilis ingår i släktet Cloniophorus och familjen långhorningar. Inga underarter finns listade i Catalogue of Life.